# 1502
Відродження •  Доба великих географічних відкриттів •  Ганза •  Ацтецький потрійний союз •  Імперія інків

## Геополітична ситуація
Османську державу очолює Баязид II (до 1512). Королем Німеччини є Максиміліан I Габсбург. У Франції королює Людовик XII (до 1515).
Середню частину Апеннінського півострова займає Папська область. Неаполітанське королівство на півдні розділили між собою Франція та Іспанія. Могутними державними утвореннями півночі є Венеційська республіка, Флорентійська республіка, Генуезька республіка та герцогство Міланське.
Кастилія і Леон та Арагонське королівство об'єднані в Іспанське королівство, де правлять католицькі королі Фердинанд II Арагонський (до 1516) та Ізабелла I Кастильська (до 1504).
В Португалії королює Мануел I (до 1521).
Генріх VII є королем Англії (до 1509), королем Данії та Норвегії Юхан II (до 1513). Стен Стуре є регентом Швеції. Королем Угорщини та Богемії є Владислав II Ягелончик. У Польщі королює Олександр Ягеллончик (до 1506), він же залишається князем Великого князівства Литовського.
Галичина входить до складу Польщі. Волинь належить Великому князівству Литовському. Московське князівство очолює Іван III Васильович (до 1505).
На заході євразійських степів існують Казанське ханство, Кримське ханство, Ногайська орда. У Єгипті панують мамлюки. У Китаї править династія Мін. Значними державами Індостану є Делійський султанат, Бахмані, Віджаянагара. В Японії триває період Муроматі.
У Долині Мехіко править Ацтецький потрійний союз на чолі з Монтесумою II (до 1520). Цивілізація мая переживає посткласичний період. В Імперії інків править Уайна Капак (до 1525).

## Події

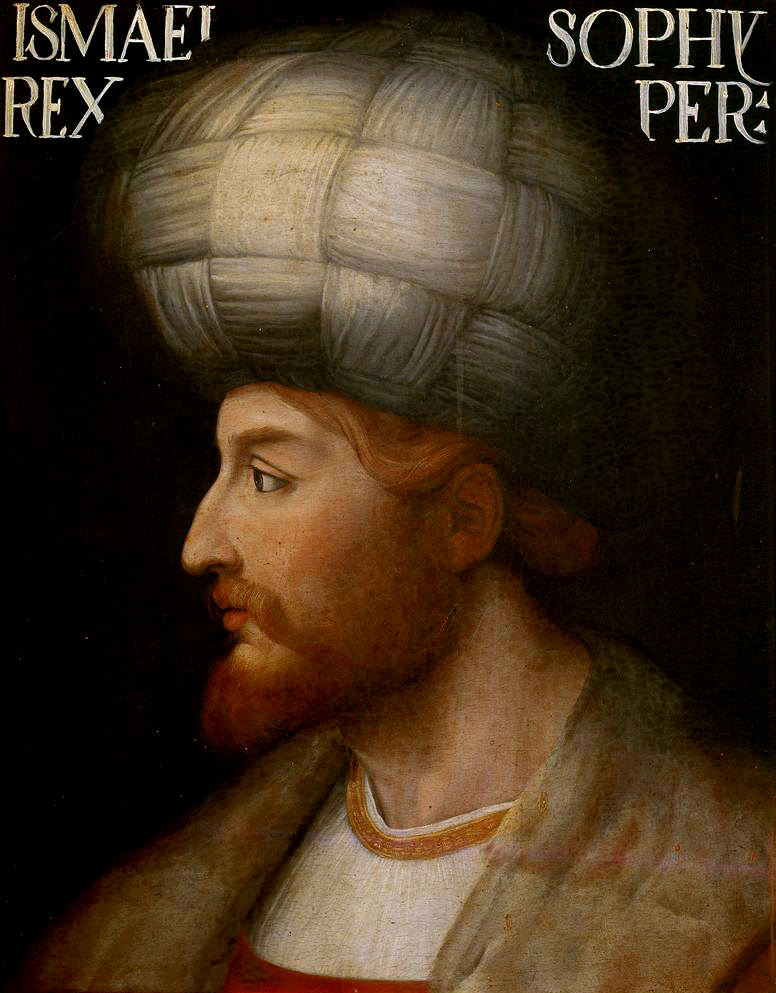
Шах Ірану Ісмаїл I

- Продовжується прикордонна війна між Московією та Литвою.
- Кримські татари на чолі з Менглі Гераєм зруйнували столицю Золотої Орди Сарай. Золота Орда припинила існування.

- 9 травня Христофор Колумб на чолі флотилії з чотирьох суден і екіпажем в 150 чоловік відплив з Кадіса у свою останню, четверту подорож до Нового Світу. Цього разу він відкрив Панамський перешийок, територію сучасних Гондурасу і Коста-Рики, Кайманові острови.
  - 15 червня Колумб відкрив острів Мартиніку.
  - 17 серпня Колумб оголосив Гондурас власністю Іспанії.
  - 5 жовтня Колумб відкрив територію, відому сьогодні як Коста-Рика.
- 25 травня португальці в день Святої Єлени відкрили острів, який назвали на честь святої.
- 22 липня до Лісабона повернулись від берегів Бразилії учасники португальської експедиції Гонсалу Коелью, в якій брав участь Амеріго Веспуччі, першовідкривач Нового Світу (сучасної Південної Америки). Експедиція відкрила бухту Гуанабара і прийняла її за гирло річки, яку назвали Ріо-де-Жанейро.
- Португальський мореплавець Васко да Гама висадився в Мономотапі. Пізніше він прибув до Кожикоде та Кочі, топлячи кораблі конкурентів.

- Ісмаїл I, сприючись на кизилбашів розбив Ак-Коюнлу й став шахом Азербайджану, пізніше — всього Ірану.
- Тлатоані Теночтітлану став Монтесума II.
- Засновано Віттенберзький університет, де викладатимуть Мартін Лютер та Філіп Меланхтон.
- 13 листопада венеційський сенат видав друкарю Альду Мануцію десятилітню привілею на монопольне використання винайденого ним шрифту — курсиву; за легендою, гравер Франческо Гріффо, котрий виготовляв для Мануція шрифти, взяв за зразок почерк поета Петрарки.
- Петер Генлайн із Нюрнберга змайстрував перший годинник, який можна було носити на собі.
- Ашер Леммлайн, німецький єврей в Італії, проголосив швидкий прихід єврейського месії, з чого почався рік покаяння.

## Народились
- 7 червня — Григорій XIII, папа римський (з 1572)

## Померли
- Соґі — японський поет, майстер жанру ренґа.